# 精靈變
《精靈變》，是1992年上映的一部香港恐怖鬼片，由盧堅執導，葉榮祖
監製，吳鎮宇、倪星、傅儷人、林正英主演。

## 劇情
阿直（吳鎮宇 飾）由於友人欠下賭債而急需金錢，於是與朋友阿車（倪星 飾）一起與殯儀館工作的堂叔（吳耀漢 飾）打賭，任務是捕捉芭蕉精。其後阿直得罪了黑社會頭目貴利雄（黃光亮 飾），雄哥亦間接因芭蕉精施法而燒死，化成厲鬼向眾人復仇。

## 演員表
| 演員   | 角色                                   |
| 吳鎮宇 | 阿直 殯儀館化妝師 迷戀模特兒Iris       |
| 倪星   | 阿車 陳福生之侄子                      |
| 傅儷人 | Iris 被芭蕉精化身                      |
| 林正英 | 陳福生 阿車之叔叔 經營跌打館           |
| 黃光亮 | 貴利雄 雄哥 黑社會頭子                 |
| 吳耀漢 | 堂叔                                   |
| 葉榮祖 |                                        |
| 胡美儀 | 阿直之姨母 喜歡陳福生 被貴利雄鬼魂殺死 |
| 吳育樞 |                                        |

## 外部連結
- 香港影庫上《精靈變》的資料（繁體中文）
- 互联网电影数据库（IMDb）上《精靈變》的资料（英文）